# 5e division (armée impériale japonaise)
Pour les articles homonymes, voir 5e division.
La 5e division (第5師団, Dai-go shidan) est une unité d'infanterie de l'armée impériale japonaise. Son nom de code est Division Carpe (鯉兵団, Koihei-heidan).

## Histoire
La garnison de Hiroshima est responsable de l'ouest de Honshū (Chūgoku) allant de la préfecture de Hyōgo à la préfecture de Yamaguchi. Les six commandements régionaux sont transformés en divisions lors de la réorganisation de l'armée du 14 mai 1888 selon les directives du conseiller étranger allemand Jacob Meckel.

## Première guerre sino-japonaise et intervention en Sibérie
La 5e division commence la première guerre sino-japonaise avec la bataille de Seonghwan le 28 juillet 1894. Elle participe également à la bataille de Pyongyang le 15 septembre 1894, sécurisant le contrôle japonais de la Corée. Le 24 octobre 1894, la 5e division traverse sans rencontrer de résistance le fleuve Yalou pour entrer en territoire chinois. Elle rencontre une troupe d'arrière-garde lors de la bataille de Jiuliancheng le 24 octobre 1894. Elle avance ensuite dans l'intérieur des terres vers Mukden (actuelle ville de Shenyang) en décembre 1894. La dernière action de la 5e division durant cette guerre est à la bataille de Yingkou le 4 mars 1895 qui précède les négociations de paix et le traité de Shimonoseki du 17 avril 1895.
Le 27 janvier 1900, la 5e division participe à l'alliance des huit nations (dans laquelle les Japonais sont les seuls non-occidentaux) contre la révolte des Boxers et l'un de ses détachements devenant le cœur de l'expédition Gaselee (en). D'autres partis de la division sont placées en garnison à Tianjin et dans le district de Tanggu. Les combattants japonais remportent seuls la bataille de Beicang (en) le 5 août 1900. Du 14 au 16 août 1900, le même détachement japonais participe à la bataille de Pékin. La division reçoit les félicitations des observateurs étrangers pour sa bravoure, son professionnalisme et sa discipline.
Durant la guerre russo-japonaise, sous le commandement du général Nozu Michitsura, la 5e division participe à la bataille du Cha-Ho, la bataille de Sandepu, et la bataille de Mukden.
La division est assignée à Liaoyang en Mandchourie du 30 avril 1911 au 19 avril 1913 quand le quartier-général retourne à Hiroshima.
Le 24 août 1919, la 5e division est assigné à l'intervention en Sibérie à la demande du gouvernement américain. La mission prend fin le 22 juin 1922 avec le retrait unilatéral des Japonais.

### Seconde guerre sino-japonaise
Au début de la seconde guerre sino-japonaise le 7 juillet 1937, la 5e division est subordonnée à l'armée japonaise de garnison de Chine le 27 juillet 1937 en tant que division de combat. Elle participe à l'opération Cháhāěr (en) du 14 au 17 août 1937. Peu après, la division est transférée à la nouvelle armée régionale japonaise de Chine du Nord le 31 août 1937, participant immédiatement à la bataille de Taiyuan durant laquelle le 3e bataillon du 21e régiment d'infanterie tombe dans une embuscade et est anéanti lors de la bataille de Pingxingguan le 24 septembre 1937. Le 30 mars 1938, la division est assignée dans la 2e armée pour la bataille de Xuzhou.
Le 19 septembre 1938, la 5e division est subordonnée à la 21e armée et envoyée dans le sud de la Chine, participant à l'offensive au Guangdong et capturant Nankin en novembre 1938. Elle est ensuite subordonnée à la 12e armée et retourne dans le nord de la Chine le 29 novembre 1938. Les plans tournent mal lorsque la 21e brigade d'infanterie se fait encerclée par les Chinois lors de la bataille du col de Kunlun (en) en décembre 1938. En conséquence, ces troupes subissent de lourdes pertes et sont hors de combat jusqu'en janvier 1939. La division retourne dans la 21e armée dans le Sud de la Chine le 16 octobre 1939. En tant que partie de cette nouvelle armée, la 5e division devient le cœur des forces envoyées durant l'invasion japonaise de l'Indochine le 22 septembre 1940. Ses 30 000 hommes commandés par le général Aketo Nakamura, stationnée en Chine, attaque une zone frontalière de 70 kilomètres, avec Lạng Sơn en son centre névralgique (l'objectif est d'investir la ville par une double manœuvre en la prenant dans un étau par l'ouest et par l'est).
Immédiatement, la division est utilisée comme force de garnison dans le nord de l'Indochine française.

### Guerre du Pacifique
En raison de son expérience au combat et de ses victoires, la 5e division est considérée comme l'une des meilleurs divisions de l'armée impériale japonaise. Ainsi, le 12 octobre 1940, elle passe sous le contrôle direct du quartier-général impérial et débute un intense programme d'entraînement, incluant des exercices de parachutisme à Kyūshū avec le 5e groupe aérien. La division est officiellement engagée dans l'offensive nanshin-ron le 9 novembre 1941, subordonnée à la 25e armée de Tomoyuki Yamashita, elle-même subordonnée au groupe d'armées expéditionnaire japonais du Sud du maréchal Hisaichi Terauchi basé à Saïgon.

### Bataille de Malaisie
La 5e division débarque sur la côte est de Thaïlande à Singora et Patani le 8 décembre 1941, le lendemain de l'attaque sur Pearl Harbor. Elle combat sur la route vers le nord et le centre de la Malaisie et participe à la bataille de Jitra le 11 décembre 1941 et la bataille de Slim River le 6 janvier 1942 où, durant ces deux batailles, elle défait la 11e division indienne. À la bataille du fleuve Slim, le 4e régiment d'infanterie de la 5e division, soutenu par des chars, écrase les défenses britanniques sur presque 100 km, anéanti les combattants indiens et cause près de 3 000 morts chez les adversaires.
La 5e division subit de lourdes pertes à la bataille de Kampar le 30 décembre 1941. Toutefois, elle est en mesure de capturer Kuala Lumpur le 11 janvier 1942. Après avoir brisé la solide résistance de la 8e division australienne à la bataille de Muar au pont Gemensah, la 5e division ouvre la route vers Singapour le 22 janvier 1942.

#### Bataille de Singapour

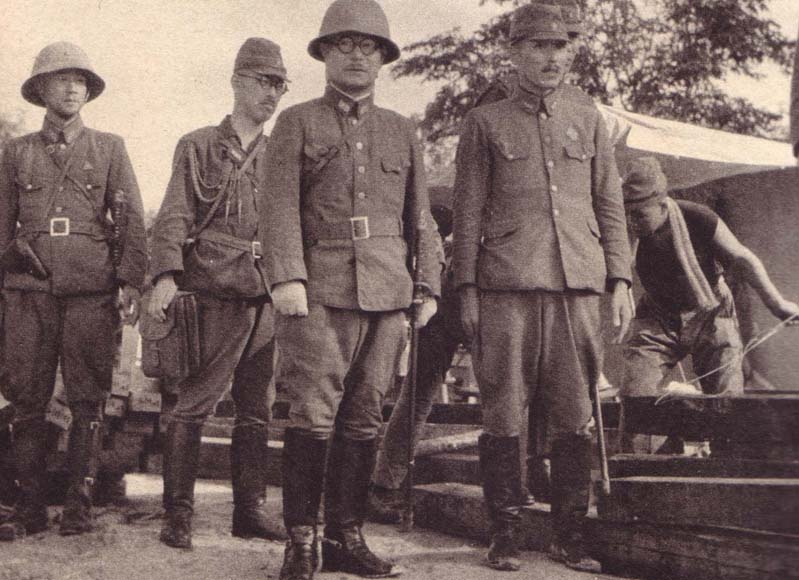
Le lieutenant-général Takuro Matsui durant la bataille de Singapour.

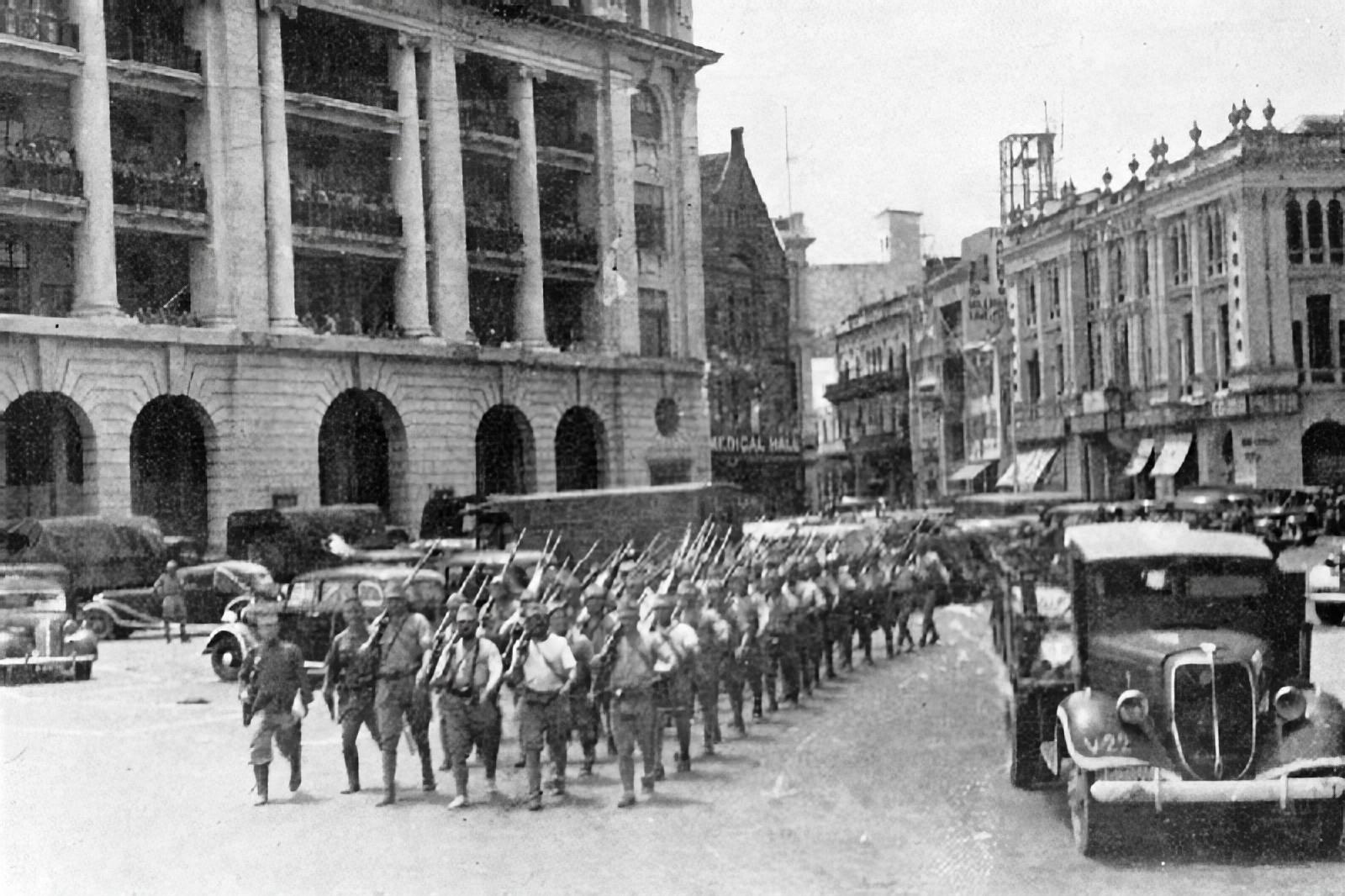
Combattants japonais marchant victorieusement dans le centre de Singapour après la prise de la ville.

Dans la nuit du 8 février 1942, six bataillons de la 5e division, sous le commandement du lieutenant-général Takuro Matsui, au sein de la 25e armée de Tomoyuki Yamashita, et avec la 18e division, traversent le détroit de Johor en utilisant des embarcations de débarquement.
Du côté de Singapour, la plage de Sarimbun est fortement défendue par deux compagnies, l'une d'elles par les 2/20e et 2/18e bataillons (en) de la 22e brigade australienne, soutenues par une compagnie de mitrailleuses, trois batteries d'artillerie, et une batterie anti-char. Cependant, les Japonais réussissent à pénétrer dans le périmètre de défense britannique et les troupes australiennes commencent à reculer après minuit, permettant ainsi à la 5e division d'atteindre le village d'Ama Keng et d'établir une tête de pont sur la plage d'où elle tire des obus éclairants rouges pour indiquer sa victoire au général Yamashita.
Immédiatement après cette victoire importante, la 5e division pénètre dans Singapour pour capturer les zones stratégiques comme le terrain d'aviation de Tengah le 9 février 1942. L'unité combat les 2/29e, 2/20e, et 2/18e bataillons de la 22e brigade australienne et le bataillon indien de Jind, la garnison du terrain d'aviation. Le 11 février 1942, la route Bukit Timah est capturée par la 5e division après d'intenses combats. Singapour se rend quatre jours plus tard.

#### Campagne des Philippines (1941–42)
Le 41e régiment d'infanterie est détaché de la division en mars 1942 et la 5e division devient ainsi une division triangulaire. Le détachement Kawamura (incluant une unité d'élite du 41e régiment d'infanterie) débarque sur l'île de Panay du 16 au 18 avril 1942, forçant 7 000 combattant américains et philippins à se retirer de la côte le 20 avril 1942. Le détachement Kawamura débarque ensuite sur la côte nord de l'île de Mindanao le 3 mai 1942, forçant les défenseurs américains et philippins à se rendre le 10 mai 1942, après d'intenses combats.

#### Campagne de Nouvelle-Guinée
Le reste du 41e régiment d'infanterie est transformé en détachement Yazawa et d'abord déployé à Cagayan sur la côte nord de l'île de Luçon. Il est transféré, débarque à Davao le 28 juin 1942 et utilisé pour renforcer la Nankai Shitai (« détachement des mers du sud ») sous le commandement du major-général Tomitarō Horii. Le 18 juillet 1942, le détachement est renforcé par une compagnie de chars et une d'artillerie de soutien rapproché, et reçoit l'ordre d'avancer sur Port-Moresby le 31 juillet 1942. Débarquant d'abord à Rabaul le 16 août 1942, le détachement Yazawa part le 19 août 1942 à bord du Kiyokawa Maru et du SS Myoko Maru (en) et débarque à Gona pour établir une tête de pont sur la plage le 21 août 1942. Durant la bataille d'Isurava, le détachement Yazawa est laissé en réserve. Pendant la bataille de la crête Mission et de la colline Brigade à l'intérieur des terres, le détachement atteint l'embouchure de la rivière Girua (près de Buna) où il sécurise un point de débarquement pour du matériel et des renforts, démarrant le 23 septembre 1942. Le 29 octobre 1942, la majeure partie du détachement s'installe sur une position défensive dans l'intérieur des terres près de la rivière Oivi pour couvrir la retraite du 144e régiment et d'autres unités. Les Australiens attaquent avec des forces supérieures en nombre le 4 novembre 1942, malmenant et délogeant le détachement Yazawa. Environ 900 combattants quittent le détachement pour échapper de justesse à l'encerclement et pénètrent dans la jungle impénétrable d'Ajura Kijala au nord-est le 10 novembre 1942. La dernière arrière-garde couvrant la rivière Oivi est anéantie le 13 novembre 1942. Le détachement s'échappe en atteignant l'embouchure nord de la rivière Kumusi au nord de Gona le 28 novembre 1942 mais est largement hors de combat en raison de la perte de son matériel lourd et puisque presque 100 % de ses soldats souffrent de la malaria. Ainsi, une majorité des combattants affaiblis par la malaria sont transportés sur des embarcations de débarquement jusqu'à l'embouchure de la Girua le 29 novembre 1942, perdant des centaines d'entre eux sous les bombardements alliés en mer. Les combattants se portant le mieux les rejoignent après une marche depuis l'intérieur des terres le 2 décembre 1942. Le 31 décembre 1942, le colonel Yazawa reçoit l'ordre d'effectuer une mission de secours désespérée à Buna avec l'unité composite composée des restes de différents détachements japonais. La chute de Buna le 2 janvier 1943 fait annuler la mission mais le détachement Yazawa combat toujours les patrouilles alliées et sauve environ 190 combattants qui s'échappent de Buna. Étant donné que la retraite vers Gona échoue le 20 janvier 1943, le détachement Yazwa cesse d'exister et les quelques survivants rejoignent les lignes japonaises.

#### Fin de la guerre
En 1943, la division est subordonnée à la 19e armée. La 5e division combat ensuite à Rabaul, Guadalcanal et sur diverses îles des Indes orientales néerlandaises avant de se rendre aux Alliées à Seram.
La division est impliquée dans l'incident du Tachibana Maru (ja) pendant lequel un navire-hôpital est utilisé pour transporter des armes (comme des canons) et des combattants blessés. Après l'incident, les Américains font environ 1 500 prisonniers de guerre de la division le 3 août 1945.

### Quartier-général de la division
Le quartier-général de la division au Japon est situé sur le site du château d'Hiroshima. Le bâtiment, comme le château lui-même, est détruit lors du bombardement atomique d'Hiroshima le 6 août 1945, qui frappe la 5e division et d'autres unités de combat, et tue 20 000 combattants japonais.
Parmi les commandants célèbres de la division se trouvent Nozu Michitsura, Oku Yasukata, Yamaguchi Motōmi, Ueda Arisawa, et Hisaichi Terauchi.

## Ordres de bataille

### Ordre de bataille (juillet 1888)
- 9e brigade
  - 11e régiment d'infanterie
  - 41e régiment d'infanterie
- 21e brigade
  - 21e régiment d'infanterie (Shimada)
  - 42e régiment d'infanterie (Yamaguchi)
- 5e régiment d'opérations spéciales
- 5e régiment d'artillerie
- 5e régiment de construction
- 5e régiment de transport

### Ordre de bataille (juillet 1937)
5e division (division carrée motorisée) – Lt-général Seishirō Itagaki
- 9e brigade d'infanterie
  - 11e régiment d'infanterie
  - 41e régiment d'infanterie
- 21e brigade d'infanterie
  - 21e régiment d'infanterie
  - 42e régiment d'infanterie
- 5e régiment d'artillerie de montagne
- 5e régiment de cavalerie
- 5e régiment de génie
- 5e régiment de transport et de logistique

La 5e division est une division carrée « motorisée », équipée de 500 camions utilisés pour transporter de l'équipement lourd et de l'artillerie, alors que chaque soldat se déplace à bicyclette.

### Ordre de bataille (décembre 1941)
- 11e régiment d'infanterie
- 21e régiment d'infanterie
- 42e régiment d'infanterie
- 5e régiment d'artillerie
- 5e régiment de reconnaissance (en)
- 5e régiment de génie
- 5e régiment de transport et de logistique
- 5e compagnie de signaux
- 5e compagnie du matériel
- 5e compagnie sanitaire
- 5/2e hôpital de campagne
- 5/4e hôpital de campagn
- 5e bureau des rapports